# Rundveehouderij

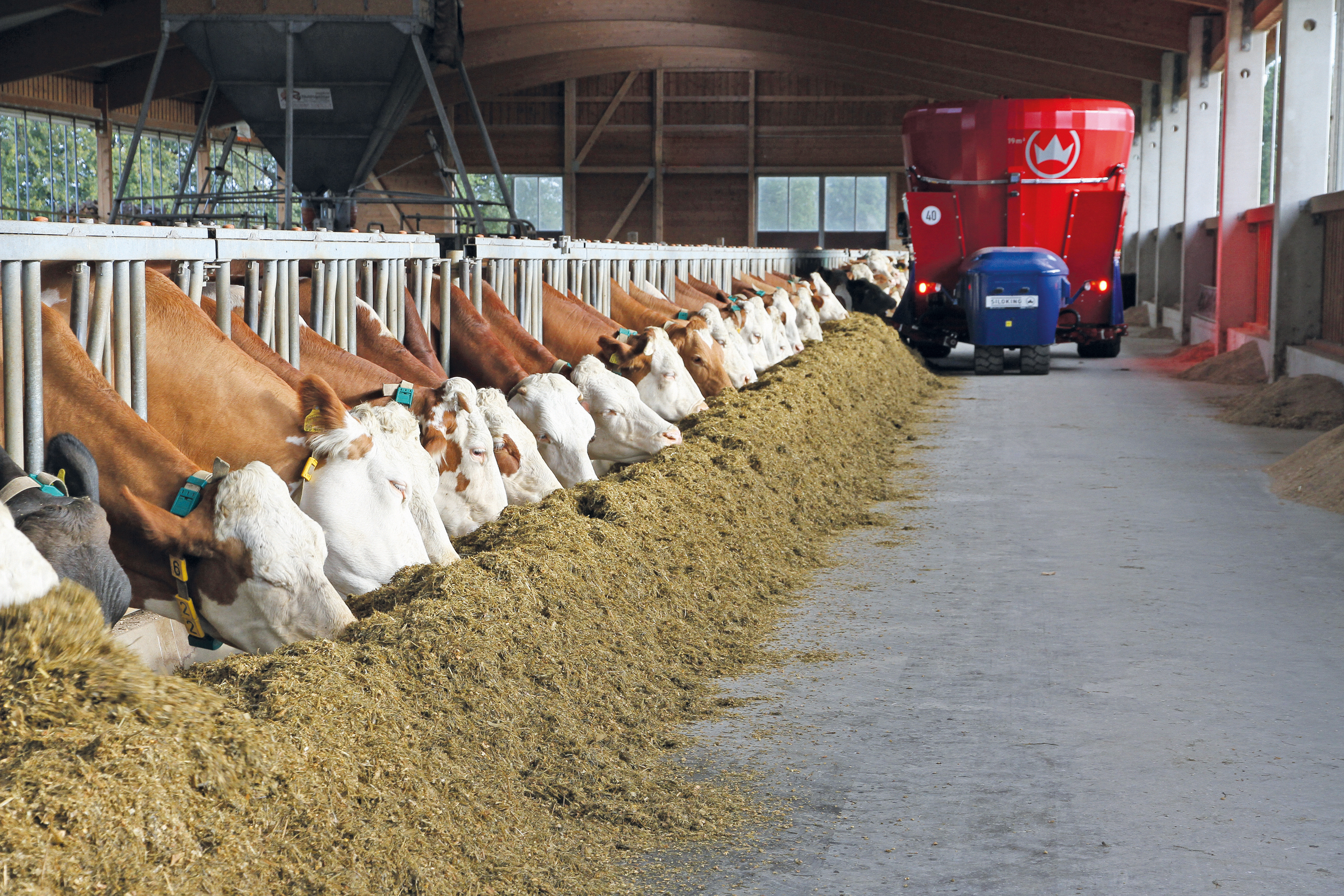
Koeien voeren per voermengwagen

Rundveehouderij is de tak van de veeteelt waarbij men rundvee houdt voor melk of vlees.
Het rund is bijna overal waar de mens gegaan is door hem meegenomen en de rundveeteelt is een van de belangrijkste bronnen van niet alleen vlees, maar ook melk en leer voor de mens. Een eenjarige koe wordt een 'pink' genoemd, en een pink die voor het eerst een kalfje krijgt heet een 'vaars'. Pas na de tweede maal afkalven wordt over een 'koe' gesproken.

## Vlees
Afhankelijk van het doel waarvoor het rund gehouden wordt zijn er speciale vormen gefokt die veel vleesopbrengst hebben ('dikbillen') of juist meer melk geven. 

## Melk
Het Friese stamboekvee is over de hele wereld bekend vanwege de hoge melkproductie, die een veelvoud van de natuurlijke is. Het extreem doorfokken op melkopbrengst maakt wel dat de genetische diversiteit van de veestapel voortdurend afneemt. Goede stieren verwekken door kunstmatige inseminatie vele duizenden nakomelingen. De meest gebruikte stier is Skalsumer Sunny Boy, hij heeft alleen in Nederland al honderdduizenden nakomelingen. Toen hij in 1995 tien jaar oud werd waren er wereldwijd 1,8 miljoen inseminaties met sperma van met deze stier gedaan. Het aantal nakomelingen werd in dat jaar op een miljoen geschat.

## Machines en werktuigen
Voorbeelden van machines en gereedschappen die in de rundveehouderij worden gebruikt, zijn:
- tractor
- melkmachine
- cyclomaaier, schudder, hark, hooihark, opraapwagen, balenpers, grootpakpers, maïshakselaar
- kuilvoersnijder
- giertank, injecteur, mestverspreider
- weidesleep, landbouwrol
- veeprik

## Bedrijfstermen
- loonwerk
- gras, kuilvoer, kuilgras, hooi, snijmaiskuil
- ligboxenstal

## Afbeeldingen

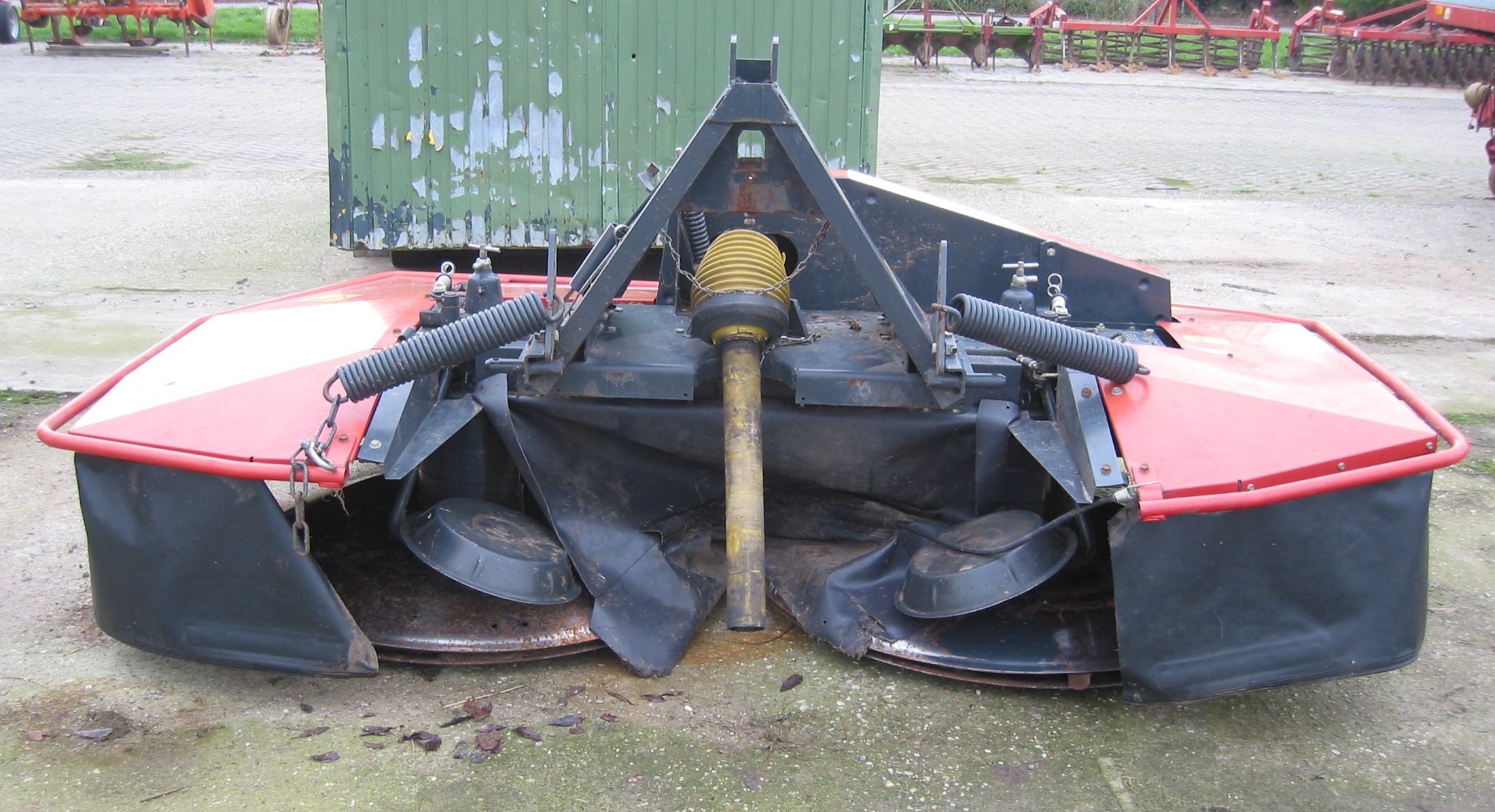
cyclomaaier
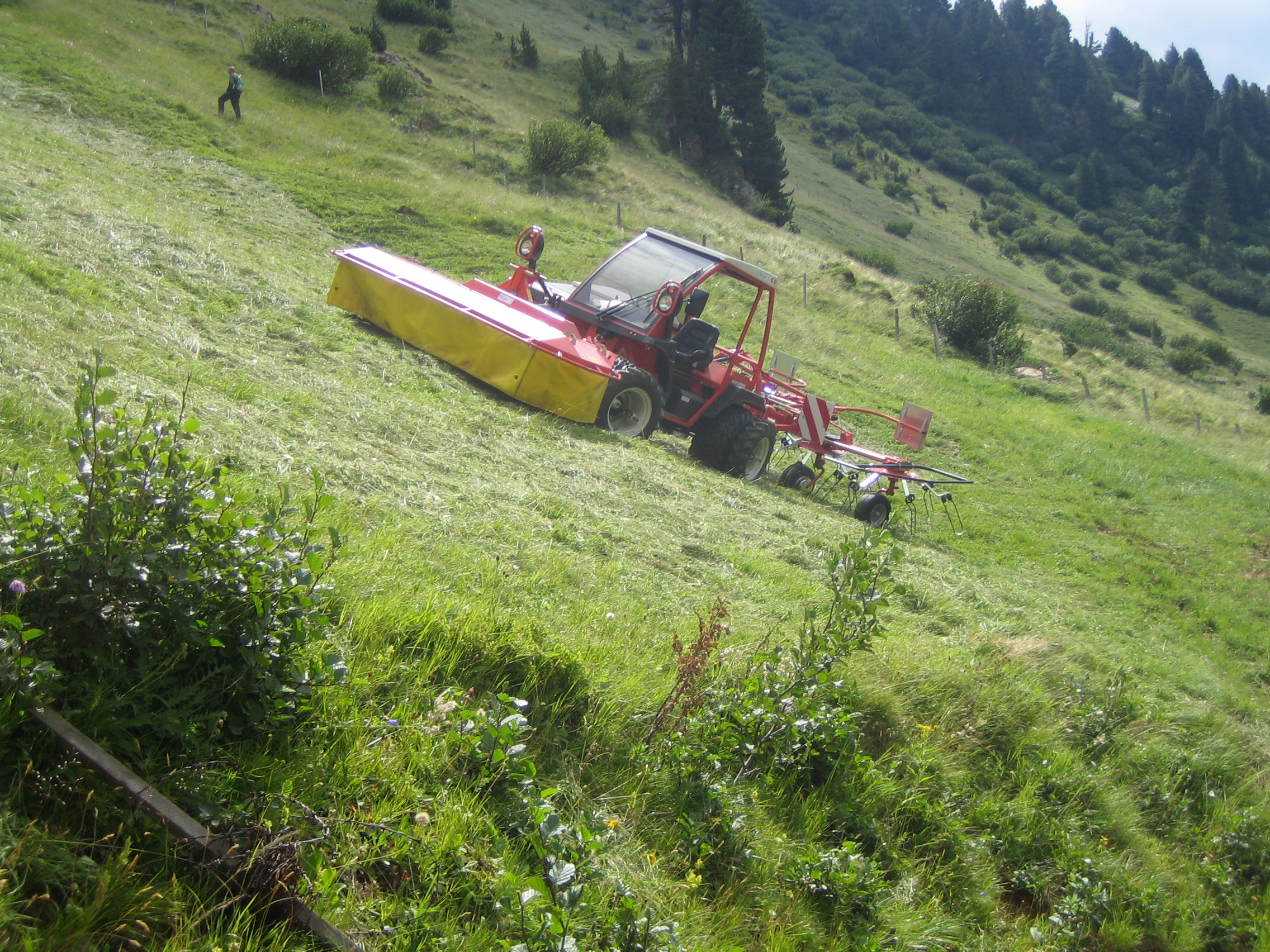
tractor met cyclomaaier en schudder
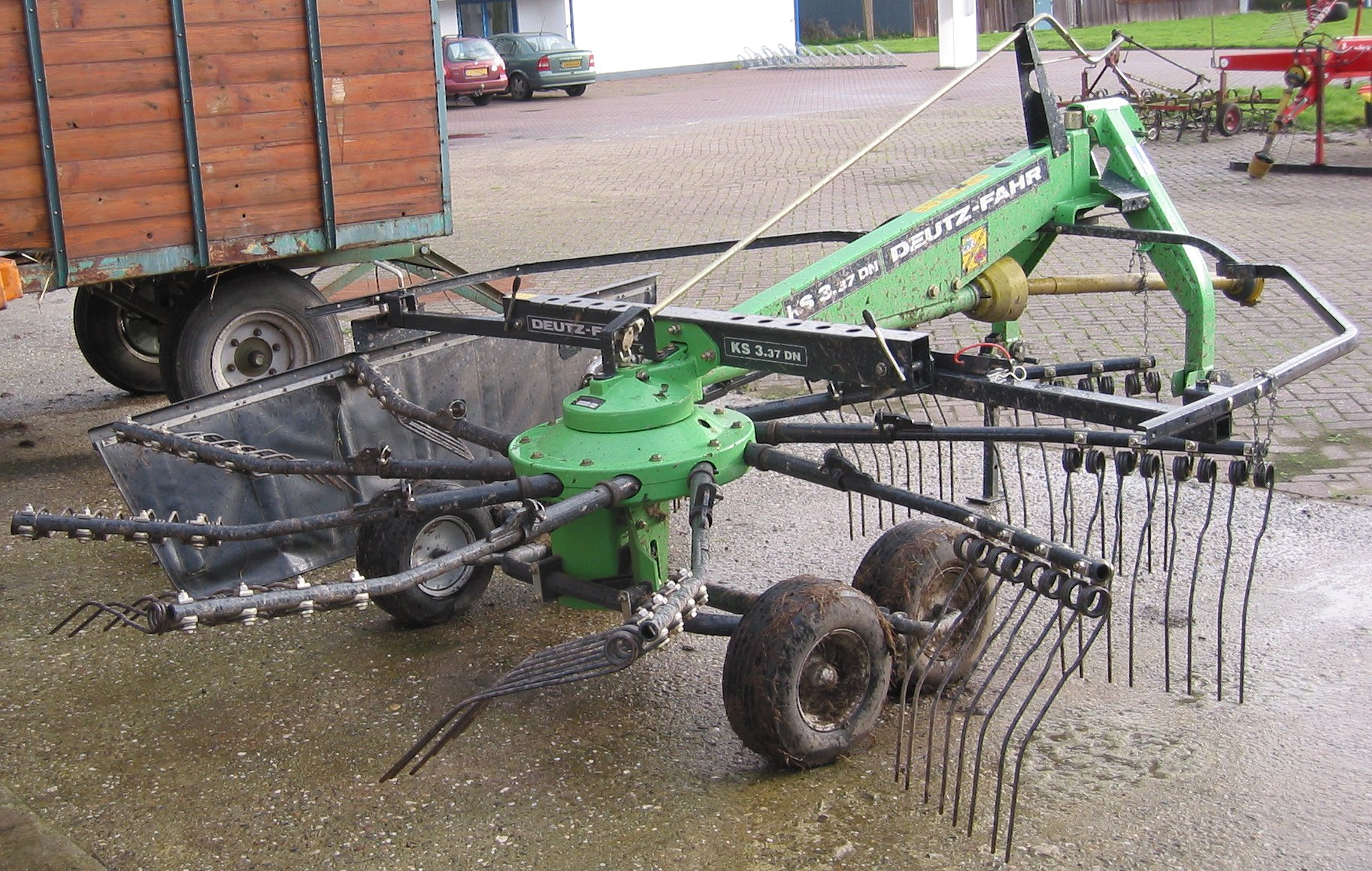
Grashark
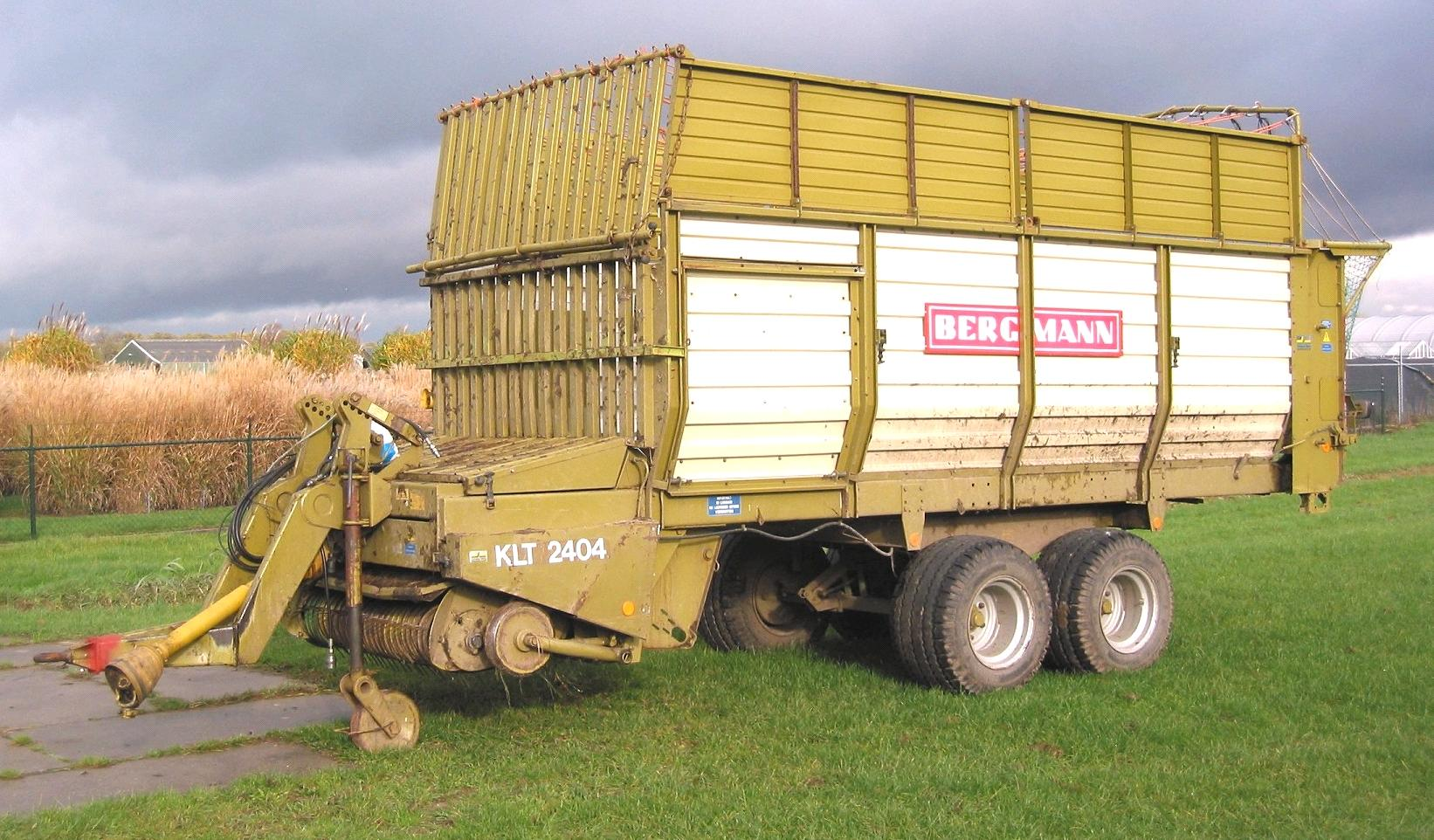
Opraapwagen
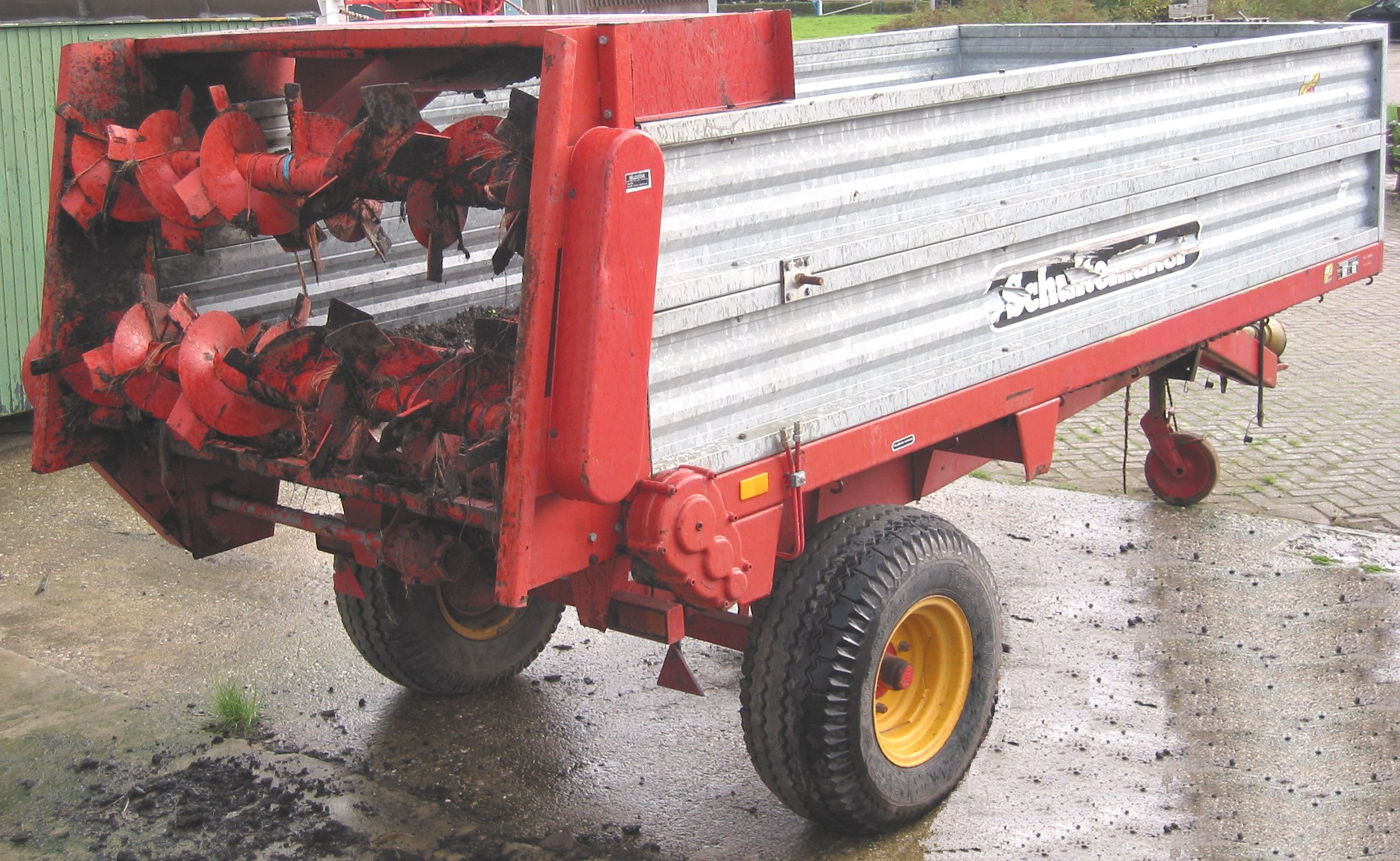
Mestverspreider
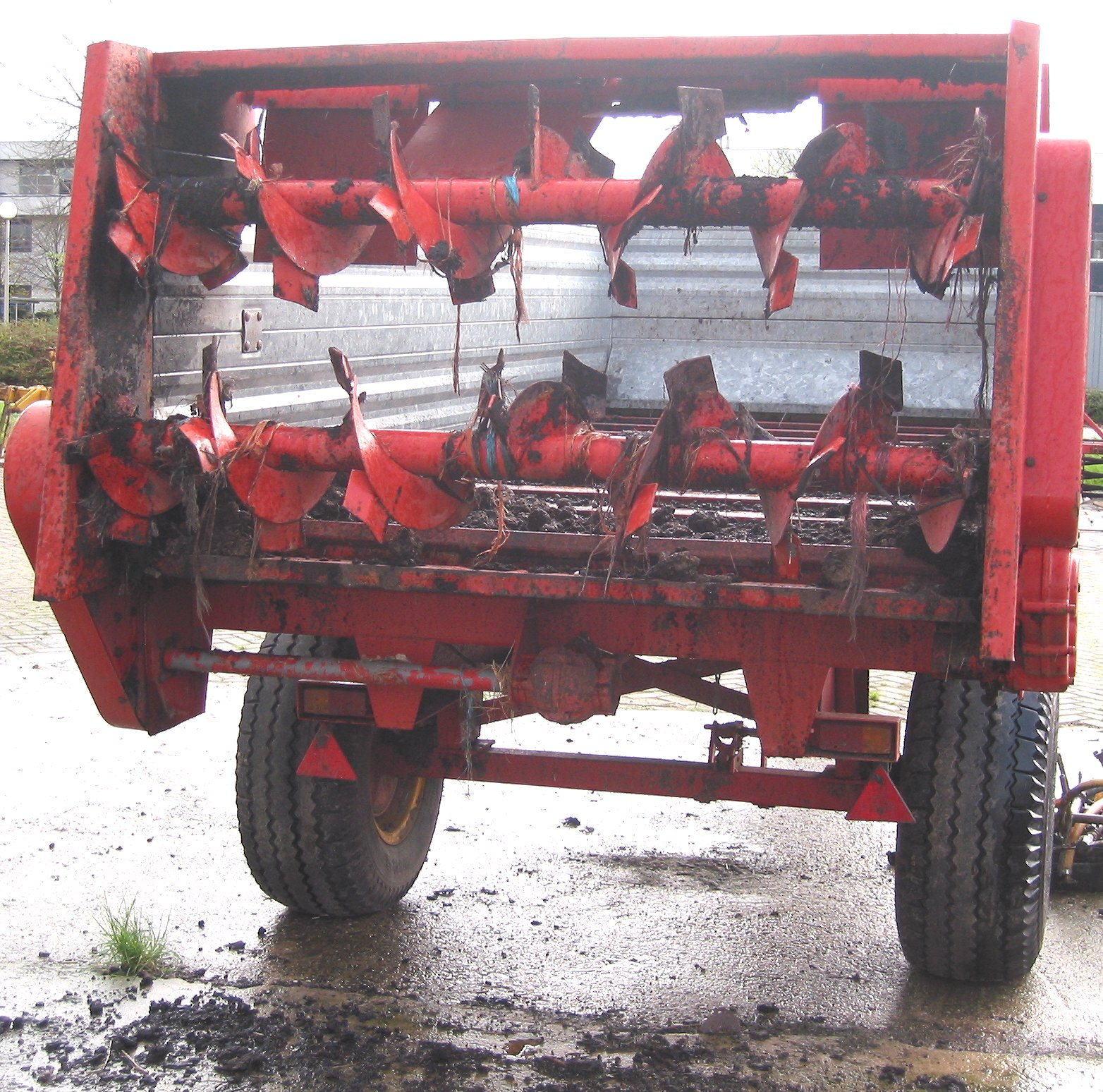
Achterkant mestverspreider
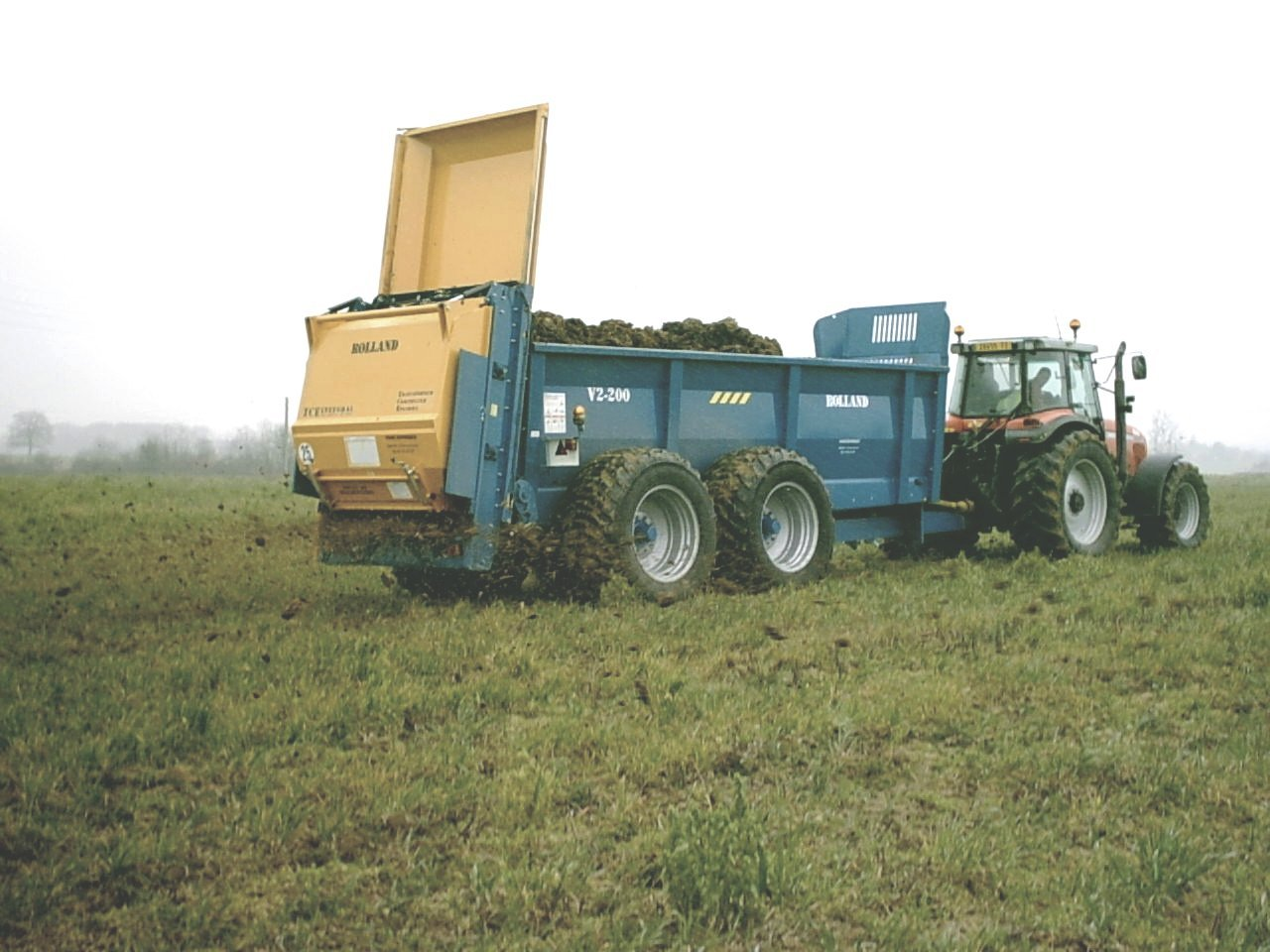
Mestverspreider
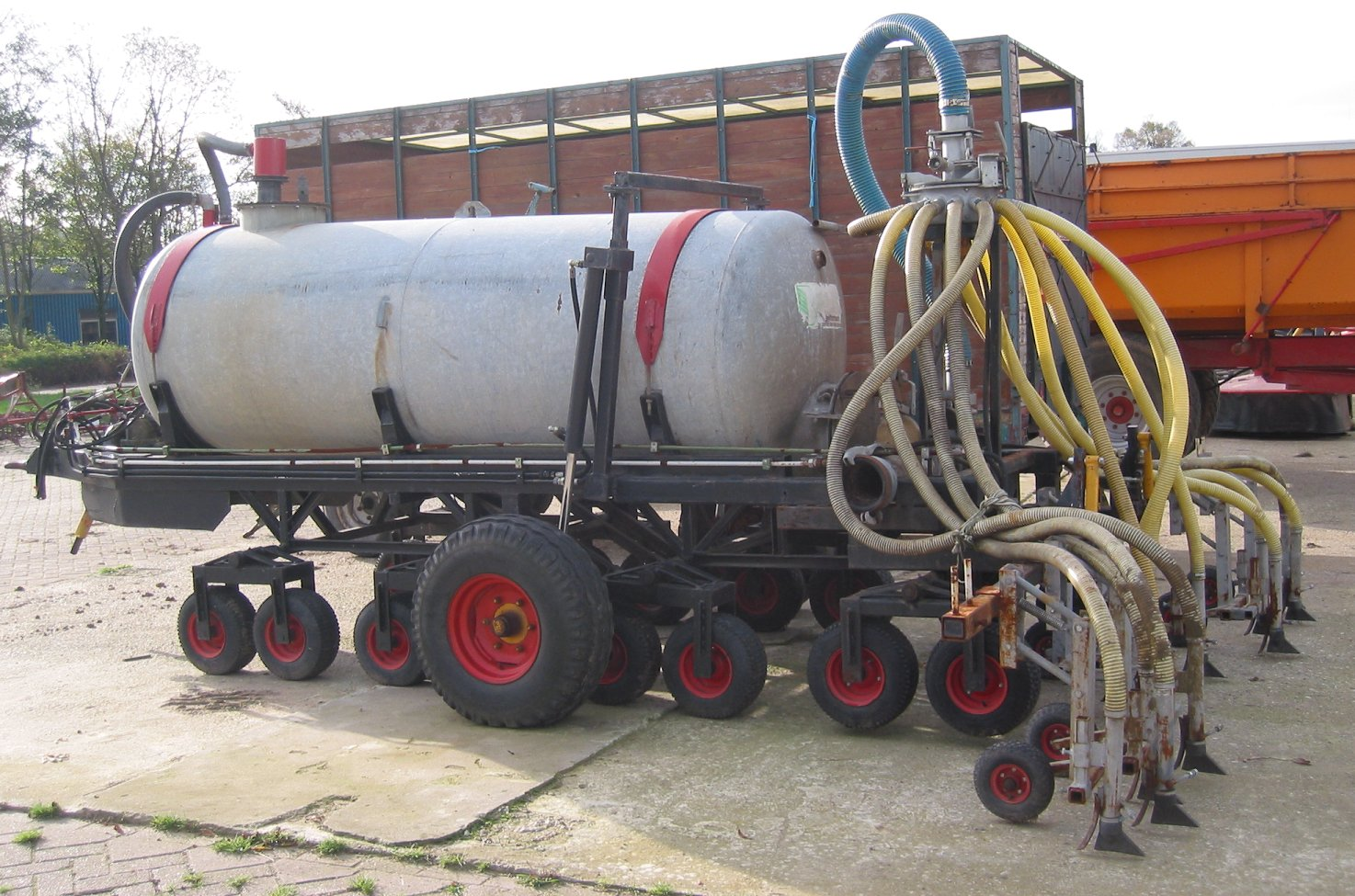
Sleufkouterbemester
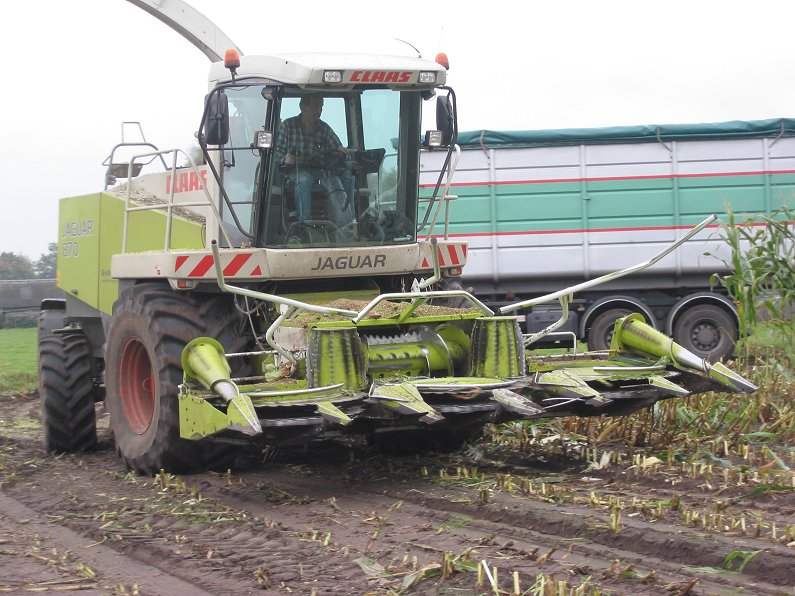
Zesrijïge maishakselaar
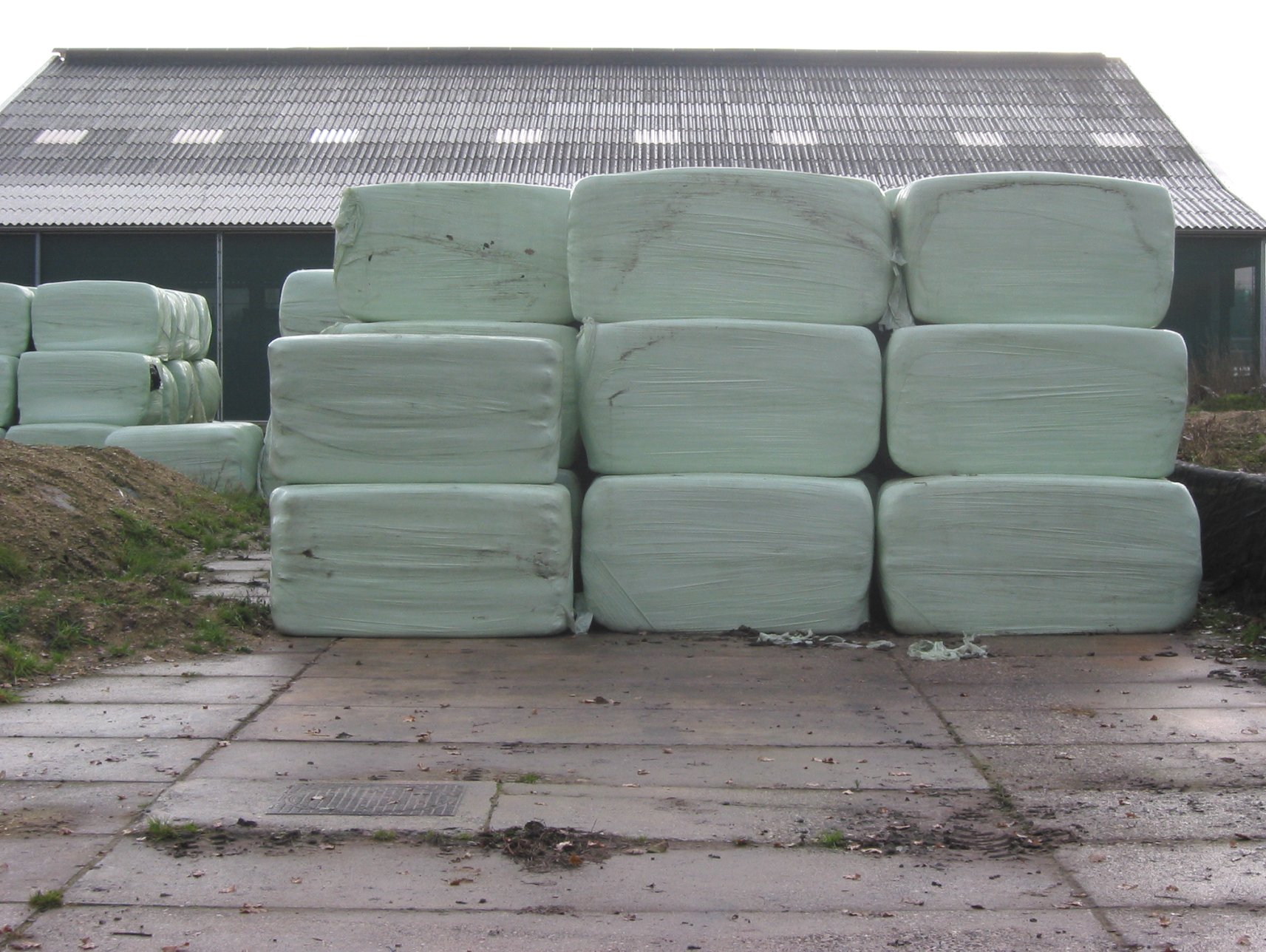
graskuilvoerbalen